# Província de Reggio de Calàbria
La província de Reggio de Calàbria  és una antiga província de la regió de la Calàbria a Itàlia. El 7 d'agost de 2016 va ser reemplaçada per la Ciutat metropolitana de Reggio de Calàbria.
Limitava a l'oest amb el mar Tirrè, i al sud i a l'est amb el mar Jònic. Pel nord-est contactava amb la província de Catanzaro i pel nord-oest amb la província de Vibo Valentia.